# 武田享
武田 享（たけだ とおる、1982年9月17日 - ）は、山形県東根市出身のハンドボール選手。日本ハンドボールリーグの豊田合成所属。

## 経歴
東根市立第一中学校入学後に、近所の先輩に誘われハンドボールを開始。
国士舘大学時代は2004年の関東学生ハンドボール・秋季リーグで優秀選手賞を受賞。
2005年に日本ハンドボールリーグの大同特殊鋼へ加入。
2006年に第18回男子世界学生ハンドボール選手権大会の日本代表U-24に選出。同年11月のジャパンカップで日本代表に初選出された。
2007年は6月に行われた中国国際ハンドボール大会の日本代表に選出。同年はジャパンカップの日本代表にも選ばれている。
2008年2月に第13回アジア選手権の日本代表に選出。5月には北京オリンピック世界最終予選の日本代表に選出された。
2008-09年シーズンはベストディフェンダー賞を初受賞。シーズン途中に行われた第60回全日本総合ハンドボール選手権大会では3年連続の優勝に貢献し、最優秀選手賞を受賞した。
2009年は第50回全日本実業団ハンドボール選手権大会でベストセブンを受賞。同年の日本選手権では2年連続で最優秀選手賞を受賞した。
2009-10年シーズンはリーグ8位タイの70得点を挙げ、2年連続でベストディフェンダー賞を受賞。
2010-11年シーズンはリーグ5位タイの79得点を記録。3年連続でベストディフェンダー賞を受賞した。
2011-12年シーズンはリーグ9位のフィールド得点（63得点）を記録した。
2015-16年シーズンから選手兼任コーチに就任。
2016年に豊田合成へ移籍。
2017年1月に行われた世界選手権で3年ぶりに日本代表に選出された。

## 詳細情報

### 年度別成績
| 年      | チーム     | 試合 | フィールド 得点 | 率   | 7m  | 合計   | 警告 | 退場 | 失格 |
| ------- | ---------- | ---- | --------------- | ---- | --- | ------ | ---- | ---- | ---- |
| 2007-08 | 大同特殊鋼 | 16   | 51/116          | .440 | 0/0 | 51/116 | 9    | 7    | 0    |
| 2008-09 | 大同特殊鋼 | 18   | 76/137          | .555 | 0/0 | 76/137 | 10   | 9    | 0    |
| 2009-10 | 大同特殊鋼 | 13   | 70/129          | .543 | 0/0 | 70/129 | 5    | 6    | 0    |
| 2010-11 | 大同特殊鋼 | 14   | 79/144          | .549 | 0/0 | 79/144 | 7    | 6    | 0    |
| 2011-12 | 大同特殊鋼 | 14   | 63/126          | .500 | 0/0 | 63/126 | 7    | 5    | 0    |
| 2012-13 | 大同特殊鋼 | 16   | 59/105          | .562 | 0/0 | 59/105 | 10   | 1    | 0    |
| 2013-14 | 大同特殊鋼 | 16   | 34/63           | .540 | 0/0 | 34/63  | 4    | 5    | 0    |
| 2014-15 | 大同特殊鋼 | 16   | 12/32           | .375 | 0/0 | 12/32  | 6    | 2    | 0    |
| 2015-16 | 大同特殊鋼 | 16   | 44/70           | .629 | 0/0 | 44/70  | 6    | 4    | 0    |
| 2016-17 | 豊田合成   | 15   | 31/51           | .608 | 0/0 | 31/51  | 2    | 5    | 0    |
| 2017-18 | 豊田合成   | 1    | 0/0             | -    | 0/0 | 0/0    | 0    | 0    | 0    |
| 2018-19 | 豊田合成   | 0    | -               | -    | -   | -      | -    | -    | -    |

- 各年度の太字はリーグ最高
- 2006-07年シーズン以前の成績はランニングスコアが公開されていないため省略

### 通算成績
| JHL：14年 | フィールド 得点 | 率   | 7m  | 合計     |
| --------- | --------------- | ---- | --- | -------- |
| JHL：14年 | 616/1195        | .515 | 0/0 | 616/1195 |

- 2018-19年シーズン終了時点

### タイトル・表彰

#### 日本ハンドボールリーグ
- ベストディフェンダー賞：3回 (2008年・2009年・2010年)

#### 日本選手権
- 最優秀選手賞：2回 (2008年・2009年)

#### 社会人選手権
※前身の実業団選手権を含む
- ベストセブン：1回 (2009年)

### 記録

#### 日本ハンドボールリーグ
- 50試合連続得点：2009年9月5日、対湧永製薬戦（枇杷島スポーツセンター）[21]
- 通算400得点：2011年11月26日、対大同特殊鋼戦（浦添市民体育館）[22]
- 通算500得点：2013年9月8日、対北陸電力戦（枇杷島スポーツセンター）[23]
- 通算600得点：2016年10月26日、対北陸電力戦（北陸電力福井体育館フレア）[24]

### 背番号
- 9 (2005年 - 2016年)
- 7 (2016年 - )

## 代表歴
- オリンピック予選 (北京五輪世界最終予選、ロンドン五輪アジア予選/世界最終予選)
- 世界選手権 (2011年・2017年)
- アジア選手権 (2008年・2010年・2012年・2014年)
- アジア競技大会 (2010年)
- ジャパンカップ (2007年・2010年)
- ヒロシマ国際ハンドボール大会 (2010年・2013年)
- 中国国際ハンドボール大会 (2007年)
- 日韓定期戦 (2008年・2011年・2013年・2017年)